# اسپرینگ هیل، شهرستان کانکو، آلاباما
اسپرینگ هیل (به انگلیسی: Spring Hill) یک منطقهٔ مسکونی در ایالات متحده آمریکا است که در شهرستان کونه‌کو، آلاباما واقع شده‌است. اسپرینگ هیل ۹۲٫۹۷ متر بالاتر از سطح دریا واقع شده‌است.